# LG G5
El LG G5 es un teléfono inteligente de gama alta,  LG Electronics, basado en el sistema operativo Android 6.0 Marsmallow, actualizable a Android 8.0 Oreo .
se lanzó al mercado el 8 de abril de 2016 en Corea del Sur, Estados Unidos, España, México, Colombia, Argentina y Canadá.

## Características
El teléfono es el pionero comercial del sistema de módulos intercambiables, pero no tiene carcasa removible. Es un equipo totalmente nuevo en funcionalidad y diseño, despegándose de la línea general de LG de "evolucionar" su antecesor, haciendo mejoras funcionales y/o estéticas, promoviéndolo como un nuevo aparato. Destacan su lector de huellas y la posible más no comprobada corrección del error de muerte súbita que afectó al LG G4, su predecesor.

## Módulos disponibles
El catálogo de módulos disponible para este teléfono cuenta con un conversor de señal digital a analógica (DAC) que aumenta la calidad de los archivos de audio hasta 32 bits, un gadget que permite un mejor manejo de la cámara digital del teléfono (a la par que aumenta su batería), unas gafas de realidad virtual, una cámara de 360 grados, un robot que se controla desde el teléfono inteligente y unos auriculares inalámbricos.